# Torquato Fusi
Torquato Fusi (Massa Marittima, 21 dicembre 1923 – Siena, 28 ottobre 2005) è stato un politico e partigiano italiano.

## Biografia
Nato da famiglia contadina, prende parte attivamente alle Resistenza militando nella formazione "Camicia rossa" della 23ª Brigata Garibaldi.
Nel dopoguerra è attivo nelle lotte contadine e sindacali della Maremma grossetana, ricoprendo l'incarico di segretario di Federmezzadri, e partecipa alla vita politica nella città natale nel ruolo di segretario di sezione del PCI dal 1948 al 1951, di referente per l'area delle Colline Metallifere dal 1956 al 1961, e di segretario provinciale dal 1960 al 1967. Nel 1964 è eletto consigliere comunale a Grosseto nella giunta guidata dal sindaco Renato Pollini.
Il 19 maggio 1968 è eletto senatore in Parlamento, rimanendovi per due legislature (V, VI) e ricevendo l'incarico di segretario della 9ª e 10ª Commissione permanente per l'industria, commercio, turismo.
Terminata l'esperienza in senato nel 1976, Fusi si interessa al settore delle società cooperative, ricoprendo importanti incarichi in ambito provinciale e regionale. Dal 1980 al 1984 è membro della Giunta regionale dell'Ente sviluppo agricolo. Nel 1993 diviene presidente dell'ANPI per la provincia di Grosseto, incarico che ricopre fino alla morte avvenuta nell'ottobre del 2005.
Era il padre del giornalista Flavio Fusi, nato nel 1950.